# Тучково (Владимирская область)
Тучково — село в Селивановском районе Владимирской области России, входит в состав Волосатовского сельского поселения.

## География
Село расположено на берегу реки Колпь (бассейн Оки) в 15 км на юг от центра поселения посёлка Новый Быт и в 8 км на запад от райцентра рабочего посёлка Красная Горбатка.

## История

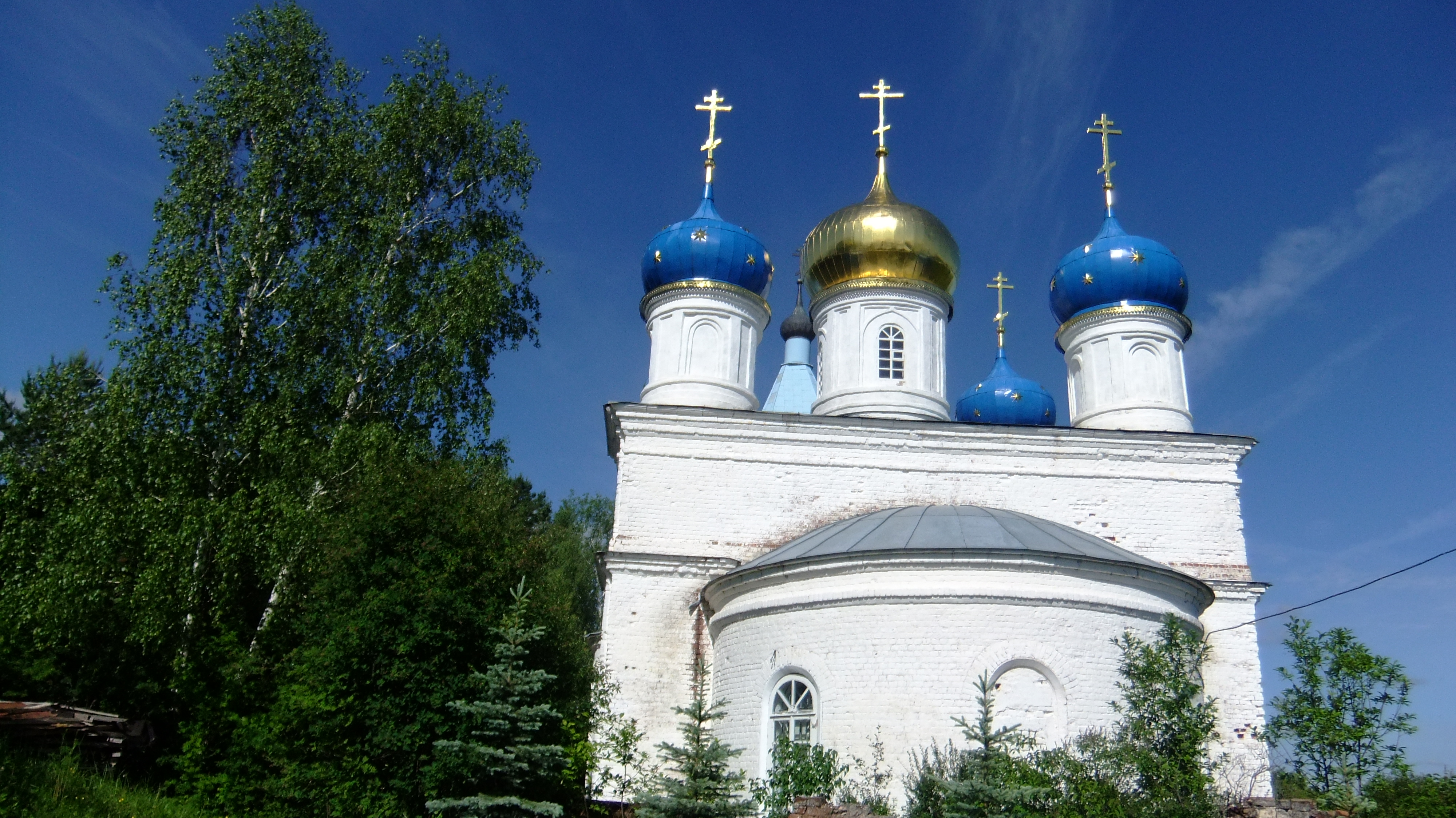
Церковь Владимирской иконы Божией Матери. 2013 год

Храм в селе Тучково существовал ещё в XVII столетии, являясь центром обширного прихода. До 1874 года церковь в этом селе была деревянной. Новую каменную церковь в честь Владимирской иконы Божией Матери в Тучково, сохранившуюся до сих пор, выстроил на свои личные средства местный уроженец Платон Герасимов. Работы велись до 1881 года. Тогда же Герасимов устроил при храме школу для крестьянских ребятишек, для которой возвел отдельное здание.
В конце XIX — начале XX века село являлось центром Тучковской волости Судогодского уезда.
С 1929 года и вплоть до 2005 года село входило в состав Копнинского сельсовета Селивановского района.

## Население
| 1859 | 1905 | 1926 | 2002 | 2010 | 2021 |
| ---- | ---- | ---- | ---- | ---- | ---- |
| 379  | ↘323 | ↘317 | ↘14  | ↘9   | ↗18  |

## Достопримечательности
В селе находится действующая Церковь Владимирской иконы Божией Матери (1874), подворье Свято-Троицкой Сергиевой лавры ставропигиального мужского монастыря.